# Erioptera abrasa
Erioptera abrasa är en tvåvingeart som beskrevs av Edwards 1928. Erioptera abrasa ingår i släktet Erioptera och familjen småharkrankar. Inga underarter finns listade i Catalogue of Life.